# Рупци (област Видин)
 За другото българско село вижте Рупци (Област Плевен).  
Ру̀пци е село в Северозападна България. То се намира в община Видин, област Видин.

## Население
Преброяване на населението през 2011 г.
Численост и дял на етническите групи според преброяването на населението през 2011 г.:
|                     | Численост | Дял (в %) |
| Общо                | 148       | 100,00    |
| Българи             | 142       | 95,94     |
| Турци               | 0         | 0,00      |
| Цигани              | 0         | 0,00      |
| Други               | 0         | 0,00      |
| Не се самоопределят | 0         | 0,00      |
| Неотговорили        | 0         | 0,00      |